# こずかた治
こずかた 治（こずかた おさむ、1938年 - 2025年）は、日本の小説家、コピーライター、演出家。岩手県出身。岩手県立大東高等学校、法政大学法学部卒業。作家としては経済小説を主に執筆する。

## 作品リスト
- 仕手相場（1993、徳間文庫）
- 裏金市場 闇のフロント・ビジネス（1994、徳間文庫）
- 会社清算 続・仕手相場（1995、徳間文庫）
- 倒産方程式（1995、徳間文庫）
- 不渡手形 (1996、徳間文庫）
- 悪のマルチ商法（1997、徳間文庫）
- 迂回融資（1998、徳間書店）
- 破産宣告 (1999、徳間文庫)
- 保証人 (2000、徳間文庫)
- 腐肉漁り（2000、徳間文庫）
- 仕手相場（2005、ウィザードノベルズ）
- マンガ 仕手相場（2005、コミック、ウィザードコミックス、絵:原田久仁信）